# جانيس كارول
جانيس كارول (بالإنجليزية: Janice Carroll)‏ هي ممثلة أمريكية، ولدت في 19 فبراير 1932 في هوليوود في الولايات المتحدة، وتوفيت في 10 سبتمبر 1993 في وادي سان فيرناندو في الولايات المتحدة.

## وصلات خارجية
- جانيس كارول على موقع IMDb (الإنجليزية)
- جانيس كارول على موقع قاعدة بيانات الفيلم (الإنجليزية)